# Alexander (König von Korinth)
Alexander (altgriechisch Ἀλέξανδρος Aléxandros), der Sohn des Agemon, war ein König von Korinth.
Er folgte seinem Vater auf den Thron und regierte nach Eusebius von Caesarea für 25 Jahre. Er wurde von Telestes getötet, der dann zum König gekrönt wurde.